# 神戸市立東灘図書館
神戸市立東灘図書館（こうべしりつひがしなだとしょかん、Kobe Higashinada Municipal Library）は、神戸市が神戸市立図書館の地域拠点館として東灘区に設置している公立図書館である。
現在の建物は2013年（平成25年）9月23日に開館した2代目で、再開発地区「住吉川リバーサイドフォーラム」の文化施設ゾーンを構成している。蔵書数は神戸市立西図書館に次ぐ129126冊で市内第3位。2024（令和6年）度実績で入館者数は614,024人と市内11館の中で第3位だが、貸し出し冊数では857,089冊と中央図書館を24万冊余り上回って首位となっている。

## 概要
東灘図書館は神戸市立図書館が1950年代から市内の行政区単位で進めていた地域拠点館整備の一環として、1974年（昭和49年）2月7日に東灘区岡本1丁目2番地3号の旧本山村役場跡地で開館した。旧館は阪急神戸本線岡本駅から至近で交通の便は良好であったが、1995年（平成7年）の阪神・淡路大震災で3か月余りの長期休館を余儀なくされるなど施設の老朽化が進んだこともあり、2005年（平成17年）から移転・新築に向けた検討が開始される。
2008年（平成20年）7月、神戸市立図書館の地域拠点館としては初めて住民代表も参加する形で「新東灘図書館整備検討委員会」が設置され、協議を経て住吉学園が保有していた旧東灘区総合庁舎跡地の再開発事業「住吉川リバーサイドフォーラム」の文化施設ゾーン中核施設として設置されることが決定した。この再開発事業はマンション棟と図書館、住吉だんじり資料館（住吉学園の運営）から成り、図書館棟は神戸市立図書館の地域拠点館としては初めて図書館単独の施設となっている。
館の運営は長らく中央図書館と同様に神戸市教育委員会の直営であったが、2013年（平成25年）の移転直前から指定管理者制度が導入され長谷工コーポレーション・神戸新聞社・図書館流通センター（TRC）グループのジョイントベンチャーが運営に当たっている。岡本の旧館は9月1日に閉館し、9月23日に住吉東町で2代目の東灘図書館が移転開館した。新館への移転後、旧館の跡地に開館した本山地域福祉センター（プラザ本山）では2階に市民図書室が設けられ、予約図書の受け取りと返却が可能になっている。
2012年（平成24年）に市内各区の地域拠点館で開設された「おきしお文庫」では各館ごとに収集テーマが設定されているが、東灘図書館のテーマは国際理解（総合）とされている。移転作業の関係で岡本の旧館には開設されず、移転開館後に他館より9か月ほど遅れて文庫が設置された。

## アクセス
- 658-0052 兵庫県神戸市東灘区住吉東町2-3-40

JR神戸線・六甲ライナー住吉駅から東へ徒歩5分（東灘区役所向かい）

### 周辺
- 住吉だんじり資料館
- 東灘区役所
- 東灘区民センター
- 灘中学校・高等学校
- 甲南小学校
- 神戸市立住吉小学校・神戸市立友生支援学校住吉分校